# Municipio de Elkhart (Illinois)
El municipio de Elkhart (en inglés: Elkhart Township) es un municipio ubicado en el condado de Logan en el estado estadounidense de Illinois. En el año 2010 tenía una población de 511 habitantes y una densidad poblacional de 3,82 personas por km².

## Geografía
El municipio de Elkhart se encuentra ubicado en las coordenadas 39°59′18″N 89°25′26″O / 39.98833, -89.42389. Según la Oficina del Censo de los Estados Unidos, el municipio tiene una superficie total de 133.92 km², de la cual 133,91 km² corresponden a tierra firme y (0 %) 0 km² es agua.

## Demografía
Según el censo de 2010, había 511 personas residiendo en el municipio de Elkhart. La densidad de población era de 3,82 hab./km². De los 511 habitantes, el municipio de Elkhart estaba compuesto por el 97,26 % blancos, el 0,2 % eran amerindios, el 0,39 % eran asiáticos, el 0,39 % eran isleños del Pacífico, el 0,2 % eran de otras razas y el 1,57 % eran de una mezcla de razas. Del total de la población el 1,96 % eran hispanos o latinos de cualquier raza.